# Dolsk (gemeente)
De gemeente Dolsk is een stad- en landgemeente in het Poolse woiwodschap Groot-Polen, in powiat Śremski.
De zetel van de gemeente is in Dolsk.
Op 30 juni 2004 telde de gemeente 5762 inwoners.

## Oppervlakte gegevens
In 2002 bedroeg de totale oppervlakte van gemeente Dolsk 124,76 km², waarvan:
- agrarisch gebied: 69%
- bossen: 19%

De gemeente beslaat 21,71% van de totale oppervlakte van de powiat.

## Demografie
Stand op 30 juni 2004:
| Omschrijving                   | Totaal | Totaal | Vrouwen | Vrouwen | Mannen | Mannen |
| ------------------------------ | ------ | ------ | ------- | ------- | ------ | ------ |
| eenheid                        | aantal | %      | aantal  | %       | aantal | %      |
| inwoners                       | 5762   | 100    | 2847    | 49,4    | 2915   | 50,6   |
| bevolkingsdichtheid (inw./km²) | 46,2   | 46,2   | 22,8    | 22,8    | 23,4   | 23,4   |

In 2002 bedroeg het gemiddelde inkomen per inwoner 1234,65 zł.

## Aangrenzende gemeenten
Borek Wielkopolski, Gostyń, Jaraczewo, Krzywiń, Książ Wielkopolski, Piaski, Śrem